# Cornhill

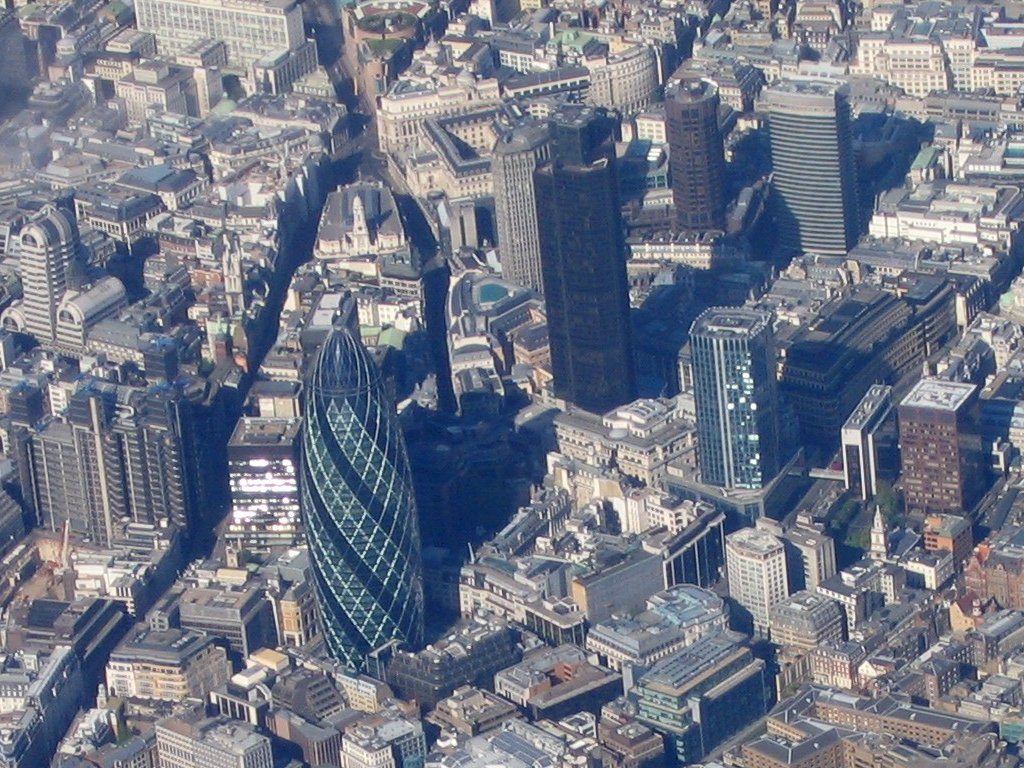
Cornhill vista dal cielo.

Cornhill è un distretto, una strada e una delle tre colline della Città di Londra, le altre sono Tower Hill e Ludgate Hill. Cornhill è il punto più alto della città di Londra. Cornhill è anche il nome di uno dei quartieri amministrativi tradizionali della città (Cornhill Ward)
Nel 1652, il primo caffè di Londra aprì a St Michael's Alley a Cornhill.
Oggi, Cornhill è il nome della strada che collega la stazione della metropolitana di Bank e Bishopsgate. Hanno sede il lussuoso Royal Exchange e le due imponenti chiese di San Pietro su Cornhill e San Michele, entrambe ricostruite dopo l'incendio della città nel 1666 e progettate da Christopher Wren. Quest'ultimo si trova sulle rovine del foro romano. Cornhill è altresì nota per i suoi negozi di ottica speciali.